# FC Dumbarton Harp
Der FC Dumbarton Harp (offiziell: Dumbarton Harp Football Club) war ein schottischer Fußballverein aus Dumbarton.

## Geschichte
Im späten neunzehnten Jahrhundert wurden durch die Erfolge von Hibernian Edinburgh und Celtic Glasgow die irisch-katholischen Einwanderer in Schottland inspiriert, innerhalb der Gemeinden eigene Vereine zu gründen. Im Jahr 1894 entschloss sich die Gemeinde in Dumbarton zur Gründung des FC Dumbarton Harp (Harp; englisch für Harfe). Die Vereinsfarben waren dementsprechend grün und weiß. Bis zum Jahr 1907 konkurrierte der Verein auf Amateurniveau. Zwischen 1908 und 1912 spielte er in der Scottish Football Union und gewann im Jahr 1910 die Meisterschaft. In den Spielzeiten 1919/20, 1921/22 und 1923/24 nahm der Verein an der ersten Hauptrunde des schottischen Pokals teil. 1923 wechselte der Verein zur Scottish Football League und spielte in der Division Three. Nach einem 10. Platz in der Saison 1923/24 zog sich der Verein in der Folgesaison nach 17 Spielen im Januar 1925 aufgrund finanzieller Probleme und geringen Zuschauerzahlen vom Spielbetrieb zurück und erlosch.

## Erfolge
- Scottish Football Union:
  - Meister: 1910

- West of Scotland League:
  - Meister: 1919

- Dumbartonshire Cup
  - Sieger: 1910, 1912, 1913[1]